# ロールス・ロイス マリン トレント
マリントレント（英語: Marine Trent）は、ロールス・ロイス・ホールディングス社の船舶用ガスタービンエンジンである。

## 概要
ロールス・ロイス・ホールディングスの航空機用ターボファンエンジンであるトレント 800を基に開発された船舶用ガスタービンエンジン。
現行モデルはMT30。出力は36MW（メガワット）、もしくは40MWである。

## 搭載船舶
イギリス海軍
- クイーン・エリザベス級航空母艦
- 26型フリゲート

 アメリカ海軍
- フリーダム級沿海域戦闘艦
- ズムウォルト級ミサイル駆逐艦

 海上自衛隊
- もがみ型護衛艦
- イージス・システム搭載艦

 大韓民国海軍
- 大邱級フリゲート

 イタリア海軍
- 強襲揚陸艦「トリエステ」

 オーストラリア海軍
- ハンター級フリゲート